# Aviation française Magazine
Cet article possède un paronyme, voir Aviation Magazine.
Pour les articles homonymes, voir Aviation française.
Aviation française Magazine était une revue consacrée à l’histoire de l’aviation.

## Généralités
Aviation française Magazine était une revue bimestrielle de bel aspect dédiée exclusivement à l'histoire de l'aviation française et publiée Avia Éditions. Elle présentait aussi bien des types d'appareils connus que d'autres vraiment méconnus, des pionniers de l'aviation, les opérations militaires, des pilotes renommés, les unités, le tout illustré par des photographies et des dessins.
Le n° 1 est daté de décembre 2004-janvier 2005. Son directeur de la publication et rédacteur en chef se nomme Jean-Claude Soumille. La publication a pris fin avec le numéro 14 paru en mars 2007.